# Обикновена елда
Обикновената елда (Fagopyrum esculentum) е растение от рода елда (Fagopyrum) (понякога сливан с рода Polygonum) в семейство Лападови (Polygonaceae). Другото име, с което е известна, е гречка. Със сродните си татарска елда (F. tartaricum Gaertn) и многогодишна елда (F. cymosum L.), тя често се смята за зърнена храна, въпреки че за разлика от повечето зърнени храни елдите не са житни растения (Poaceae) и така че елдата не е родственик на пшеницата. Елдата най-вероятно е потомък на дивата елда, въпреки че няма нейния пълзящ начин на растеж.
Обикновената елда е богата на флавоноиди и често се използва при разширени вени или други подобни проблеми.